# 天王台ニュータウン
天王台ニュータウン（てんのうだいニュータウン）は、福島県西白河郡泉崎村内に位置し、烏峠が一望できる高台に位置し、泉川が付近を流れるニュータウンである。東北本線泉崎駅の北東、約200m付近に位置する。1994年に20億円かけて泉崎村が造成したが、その後バブル経済が崩壊し、同村の財政を圧迫している。また、ゆったり通勤奨励金として、最大300万円の援助をし、販売促進拡大を目指している。教育面では非常に充実しており、幼稚園・小学校・中学校にはALTの教師がいる。しかし、泉崎村内には高校がなく村外へ通学しなければならない。また、就職を斡旋するために泉崎無料職業紹介所を設置している。

## アクセス・周辺施設
東北新幹線新白河駅（西郷村）からは車で約20分、列車で約13分。停車車種は「なすの」「仙台行きやまびこ」。現状では新白河駅は運転本数が少なく、少々不便であるといえる。しかし、都心へは約1時間半で結んでおり通勤は十分可能である。また上であげた、ゆったり通勤奨励金とあわせて使うとより有効的である。新白河駅ダイヤ
郡山駅（郡山市）からは車で約40分、列車で約30分。停車車種は「なすの」「仙台行きやまびこ」「盛岡行きやまびこ」「つばさ」。停車駅が少ない列車の、「はやぶさ・こまち」は停車しない。また、いわき市方面に伸びる磐越東線、会津若松市・新潟市へ伸びる磐越西線、水戸市方面へ伸びる水郡線が伸びており、さまざまな方面へアクセスが可能。新白河駅よりは停車する列車の種類も多く、駅ビル「エスパル郡山」も併設されている。郡山駅ダイヤ
東北本線泉崎駅（泉崎村）からは徒歩5分。上下線各1時間本ずつの割合と、運転本数が少なく不便である。また、徒歩でニュータウンから泉崎駅へと行こうとすると、途中であぜ道を通らなければならず、天王台ニュータウンからの直通の連絡橋の早期完成、または泉崎駅の正面口以外に裏口を作る必要が望まれる。なお後者は予算の問題などもあり、JR東日本と村の双方の交渉が進んでおらず完成はまだまだ先といえる。駐車場が少なく不便である。泉崎駅ダイヤ
黒磯駅（栃木県那須塩原市）へは東北本線で約45分。宇都宮線に乗車し、在来線へ首都圏へ行くには必ず黒磯駅で乗換する必要がある。

### 飛行機
福島空港（玉川村・須賀川市）からは車で約30分。あぶくま高原道路で連絡されている。

### 高速道路・道路
国道4号が村の北を斜めに走る。村内の主要道路で南は白河・宇都宮方面、北は郡山・福島・仙台方面へのアクセスの要。
東北道矢吹インターチェンジ（矢吹町）へは車で約5分。あぶくま高原道路のインターチェンジがあり、ここより福島空港へアクセスができる。また、あぶくま高原道路へのアクセスも兼ねた小さなジャンクション的存在でもある。東北道白河インターチェンジ（白河市）へは車で約25分。
- 磐越道

矢吹ICより東北道を北へ走り、郡山ジャンクションからアクセス可能。
- 常磐道

矢吹ICより東北道を北へ走り、郡山ジャンクションから磐越道をいわき方面へ走りいわきジャンクションからアクセス可能。
- あぶくま高原道路

矢吹ICへは車で約5分。なお、通行料は普通乗用車で300円。詳しくは上記参照。
矢吹中央インターチェンジへは車で約5分。ここからも矢吹インターチェンジと同じくあぶくま高原道路へアクセスができる。なお「矢吹IC - 矢吹中央IC」間は無料で走行ができる。矢吹中央ICのほうがより早く福島空港へアクセスができる。

### 公共施設
- 泉崎村役場 - 車で約3分
- 泉崎村さつき公園 - 車で約3分
- 泉崎第1小学校 - 車で約3分、徒歩約10分
- 泉崎中学校 - 車で約2分、徒歩約10分、自転車約5分
- 泉崎幼稚園 - 車で約2分
- 泉崎村村立病院 - 車で約3分
- 泉崎郵便局 - 車で約3分
- さつき温泉 - 車で約3分

### 買い物
- セブン-イレブン - 車で約2分
- ファミリーマート - 車で約5分
- セーブオン - 車で約5分
- スーパーもとやなぎ - 車で約3分
- コメリ - 車で約2分
- ジャスコ（西郷村） - 車で約20分
- メガステージ白河（白河市） - 車で約20分
- メガステージ矢吹（矢吹町） - 車で約10分

## マスメディア

### 受信可能テレビ局
- NHK福島総合・教育・BS1・BS2・BShi
- 福島中央テレビ 日テレ系
- 福島放送 テレ朝系
- テレビユー福島 TBS系
- 福島テレビ フジ系

### 新聞
- 地方紙として福島民報・福島民友
- その他全国紙

## 現況

### 建設の成り行き
バブル経済真っ最中に建設された同村のニュータウンに便乗し、当時の海上村長の提案などにより「天王台ニュータウン」が建設された。しかしバブル崩壊などにより売り上げは低迷。しかも同村に建設された「第2工業団地」も売り上げが低迷しており、建設をとりやめたパイオニアと現在裁判が行われ和解への動きがある。同ニュータウンは、日本テレビの朝の情報番組「ズームイン!!SUPER」や、テレビ朝日の「ニュースステーション」、TBSの「噂の!東京マガジン」にも放送されている。
なかでも「東京マガジン」では村が一体となって販売に全力を注いでいるという異例のお墨付きをもらった。
ローカルテレビでも紹介され、販売開始からの5年間で50件だった予約件数が、テレビの紹介により1か月で50件の予約を取り付けた。

### 販売促進
2007年12月19日から小林日出夫村長が4日間をかけて泉崎村の自宅から銀座までを徒歩で行脚し、本ニュータウンの販売促進をPRすることになった。
なお、報道によれば現在200区画のうち約80区画（約9億4000万円分）が未分譲である。また、村内の工業団地15ヘクタール（約17億6500万円）も同様に売れ残っていることが判明した。